# În spatele cortinei (film)
În spatele cortinei este un film românesc din 1993 regizat de Bogdan Mustață.

## Distribuție
Distribuția filmului este alcătuită din:
- Ioana Raluca Voicu-Arnăuțoiu
- Nicolae Purcărea
- Dinu Zamfirescu
- Radu Ciuceanu
- Nicolae Purcărea
- Ioana Raluca Voicu-Arnăuțoiu
- Radu Ciuceanu
- Dinu Zamfirescu